# Epiechinus marseuli
Epiechinus marseuli är en skalbaggsart som beskrevs av Lewis 1900. Epiechinus marseuli ingår i släktet Epiechinus och familjen stumpbaggar. Inga underarter finns listade i Catalogue of Life.